# Francesco Maria Ottieri
Francesco Maria Ottieri (* 8. Juli 1665 in Florenz; † 13. Mai 1742 in Rom) war ein italienischer Graf und Marchese. Er trat als Geschichtsschreiber hervor.

## Leben
Francesco Maria Ottieri war ein Sohn von Lotario, Graf von Montorio und Sopano, und Minerva Bourbon del Monte, einer Angehörigen der Marchese von Piancastagnaio. Sein Vater starb bereits 1669, als er erst vier Jahre alt war. Danach kam er in die Obhut seiner Mutter und später als Page an den Hof des toskanischen Großherzogs Cosimo III. de’ Medici, wo er bedeutende Gelehrte kennenlernte. So kam er u. a. in Kontakt mit dem Bibliothekar Antonio Magliabechi, dem Mathematiker Vincenzo Viviani sowie dem Arzt, Biologen und Dichter Francesco Redi. Nach dem Tod seiner Mutter 1676 übernahm sein Schwager die Obsorge für ihn. Er studierte u. a. Philosophie und Jurisprudenz, genoss beim Großherzog viel Ansehen, verließ aber als 17-Jähriger dessen Hof in Florenz, um eine ausgedehnte Reise durch europäische Metropolen zu unternehmen.
Zuerst besuchte Ottieri mehrere italienische Städte, verbrachte dann einige Monate in Paris und traf Ludwig XIV., lebte von 1686 bis 1687 in London, wo er König Jakob II. begegnete, bereiste anschließend Flandern und hielt sich dann längere Zeit am Hof Leopolds I. in Wien auf. Daraufhin kehrte er nach Italien zurück, lebte um 1693–1696 in Rom und ging dort – nachdem er sich kurzzeitig wieder nach Florenz begeben hatte – eine Ehe mit Olimpia Maidalchini ein. Von den vier Töchtern des Paares traten zwei ins Kloster ein, während von den Söhnen nur Lotario († 1789) den Vater überlebte und Dorotea de Vecchi heiratete, mit ihr aber keine Nachkommen zeugte.
Ottieri wurde geheimer Kammerherr am Hof des Papstes Benedikt XIII., auch Mitglied der Accademia della Crusca. Nach langer Vorbereitung und im Besitz vieler handschriftlichen Nachrichten und geheimer Papiere entschloss er sich im Jahr 1716, die Geschichte seiner Zeit von 1696 an, und besonders die Geschichte des Spanischen Erbfolgekriegs, hauptsächlich in Beziehung auf Italien, zu beschreiben. In der Folge erschien von ihm der erste Band seiner Istoria delle guerre avvenute in Europa, e particolarmente in Italia, per la successione alla monarchia delle Spaggne, dall’anno 1696 all’anno 1725 (Rom 1728). Obwohl das Buch Benedikt XIII. gewidmet war, erhielt es keine Druckerlaubnis. Das Werk enthielt viele Nachrichten, die dem französischen Hof nicht gefallen konnten, und Ottieri war offenbar überzeugt, dass es auf Betreiben eines französischen Ministers unterdrückt wurde. Er zog sich auf seine Güter in der Toskana zurück, unterhielt aber weiterhin eine Korrespondenz mit seinen Freunden und Literaten wie Muratori.
Nachdem Clemens XII. 1730 Papst geworden war, gewährte er Ottieri, den er von dessen Jugend an kannte, seine Gunst. Als Karl III. im Verlauf des Polnischen Erbfolgekriegs 1734 die Herrschaft über das Königreich Neapel übernahm, erkannte Ottieri ihn als einer der Ersten als neuen König an. Noch in seinen letzten Lebensjahren arbeitete er an seinem Geschichtswerk. Er starb 1742 und wurde in der in Rom befindlichen Kirche Santi Celso e Giuliano in Banchi beigesetzt.
Ottieri hinterließ sein Werk handschriftlich seinem Sohn Lotario, der es herausgeben ließ (4 Bände, Rom 1753–1757) und auch eine – am Ende des vierten Bandes befindliche – Lebensbeschreibung seines Vaters verfasste. Nach seiner Versicherung wählte Ottieri sich große Vorbilder zu Mustern bei seiner Arbeit. Von den antiken Historikern waren dies Titus Livius und Sallust, von den neuzeitlichen Guicciardini und Paruta. Wenngleich er hinter ihnen, in Hinsicht auf geschickte Verteilung des Stoffes und Komposition, zurückbleibt, so war er doch aufgrund seiner um Wahrheit bemühten Darstellung, seiner Freimütigkeit und mancher beglaubigten Nachrichten ein bedeutender italienischer Geschichtsschreiber. Sein Werk erweist sich als wichtige Informationsquelle für die europäische Geschichte an der Wende des 17. zum 18. Jahrhundert. Lehrreicher als die Erzählung der Kriegsereignisse ist die Entwicklung der politischen Verhandlungen. Besonders wird das Intrigenspiel am spanischen Hof in Beziehung auf die Thronfolge Karls II. mit größerer Genauigkeit und Anschaulichkeit dargestellt, als man sie bei anderen Schriftstellern findet, und seine Blicke auf die übrigen europäischen Mächte verraten überall den geübten Beobachter. Auf Reinheit der Sprache und stilistische Schönheit hat der Verfasser großen Fleiß verwendet.